# Sattelzeit
O Sattelzeit (traduzido literalmente para tempo de sela, ou ainda para tempo liminar, do inglês threshold period) é um conceito cunhado pelo historiador alemão Reinhart Koselleck, tido como a hipótese fundamental do projeto que gerou a obra Conceitos Históricos Básicos (Geschichtliche Grundbegriffe), publicada inicialmente em 1972.

## Significado
O Sattelzeit é um período histórico, compreendido entre os anos 1750 e 1850, que representa a dissolução da uma antiga ordem social na Alemanha, baseada nos estamentos, e corresponde ao surgimento do mundo moderno. Seguindo a abordagem da história conceitual, Koselleck afirma que este fenômeno pode ser apreendido a partir do estudo das transformações semânticas sofridas pelos conceitos básicos que orientaram o vocabulário social e político no país. Trata-se da problemática central da obra Conceitos Históricos Básicos, a pressuposição heurística de que, desde meados do século XVIII, ocorreram transformações profundas no significado dos principais conceitos do discurso político.
Apresentado na introdução teórico-metodológica à obra, o Sattelzeit de Koselleck é construído a partir de quatro conceitos complementares e interdependentes, utilizados para definir e explicar as transformações semânticas específicas dos países de língua germânica naquele período período:
1. Temporalização (Verzeitlichung), a disposição a adaptar os conceitos sociais e políticos a um tipo de filosofia da história, estabelecida teleologicamente em termos de períodos, fases ou estágios de desenvolvimento;[4]
2. Democratização (Demokratisierung), a ramificação dos vocabulários sociais e políticos através das diversas classes sociais na sociedade, contrastando com o período anterior, em que estes ficavam restritos a uma aristocracia especializada;[5]
3. Ideologização (Ideologiesbarkeit), a facilidade com a qual os conceitos sociais e políticos podiam ser incorporados em ideologias;[6]
4. Politização (Politisierung), a crescente susceptibilidade dos conceitos sociais e políticos para serem utilizados como armas de confronto entre os diferentes movimentos sociais e classes antagonistas.[6]

O processo de temporalização diz respeito à incorporação de uma dimensão temporal nas novas experiências que marcaram o surgimento da modernidade. Alguns conceitos antiquados foram resgatados e carregados com um sentimento de expectativas em relação ao futuro que não possuíam previamente. Por exemplo, o conceito de República, originalmente definido como um termo coletivo aplicado para todas as constituições, adquiriu um significado específico na sua incorporação pelos partidos políticos, declarando ser a única constituição legítima. A partir daí, a República passou a ser vista como o objetivo final da história humana, o ponto final do movimento histórico das sociedades. Outro exemplo emblemático da temporalização é o conceito de emancipação (Emanzipation), entendido originalmente como um ritmo natural do avanço das gerações, um termo legal aplicado à obtenção da maioridade de um indivíduo, significando com isso a eliminação dos privilégios previamente concedidos aos membros de determinado grupo social. A partir de meados do século XVIII em diante, emancipação passou a designar uma expectativa orientada para o futuro e aplicável a qualquer contexto histórico, cuja finalidade é a libertação individual da dominação, referindo-se não apenas à dominação política de uma pessoa sobre outra, característica do sistema dos estamentos (ständische Herrschaft), mas à dominação em geral (Herrschaft überhaupt).
No que diz respeito à democratização, trata-se de um longo processo que remonta à invenção da imprensa por Johannes Gutenberg, que se consolidou especialmente a partir da Reforma Protestante, período no qual diversos conflitos políticos, sociais e religiosos foram expostos em panfletos disponíveis para os membros de todas os segmentos da sociedade. No entanto, foi apenas a partir do Iluminismo, especialmente após sua expansão para além do contexto francês, que a linguagem política passou a ser efetivamente utilizada pelas camadas gerais da população. O crescente aumento no número de jornais é um indicativo deste fenômeno, assim como o tipo de conteúdo que passaram a veicular e o público alvo que buscavam atingir. Com a democratização dos conceitos, uma variedade de significados para a mesma expressão passou a coexistir no cenário político, simbolizando o fato de que as distinções semânticas acarretavam em distinções de classe social ou orientação política. Por exemplo, para os conservadores, o conceito de "liberdade de imprensa" (Pressfreheit) significava o mesmo que "liberdade para a imprensa ser imprudente" (Pressfrechheit), enquanto que para outros grupos indicava a libertação da opressão. Por outro lado, o conceito de burguês (Bürger), outrora usado para designar um indivíduo honrado dentro de um estamento específico, teve seu significado transformado na noção mais genérica de "cidadão", que excluía a antiga conotação de um estatuto social individual, passando a designar todos os integrantes da sociedade.
Outra característica definidora do surgimento dos conceitos modernos é a ideologização, ou seja, o fato de que as expressões passaram a ser incorporadas em discursos ideológicos com uma frequência e extensão cada vez maiores. Para que pudessem servir a este fim, os conceitos sociais e políticos tiveram de ser adaptados, e a mudança mais perceptível neste sentido foi a perda dos antigos significados específicos e particularistas dos conceitos, passando para formulações mais abstratas e generalizantes. O exemplo clássico para este fenômeno é o próprio conceito de história, que deixou de significar as "histórias no plural" (Historie, Geschichten), passando a se constituir como um singular-coletivo, a "História em si" (Geschichte an sich), ou seja, a entidade coletiva maior que abarca todas as histórias particulares em sua diversidade, a história universal. Neste movimento linguístico, Koselleck percebe a dissolução do antigo conceito de história, entendida como fornecedora de exemplos a serem seguidos no presente - ou, para usar as palavras de Marco Túlio Cícero, como a "mestra da vida" (Magistra Vitae) - num conceito moderno que incorpora a noção de progresso, ou seja, de que a história é um longo processo de superação e aperfeiçoamento, no qual o passado perde sua validade didática em função do entendimento do tempo presente como um momento de constante instauração do novo. Usando uma expressão de Koselleck, a história moderna é "posta em movimento".
Por fim, associada aos demais conceitos que definem o Sattelzeit, a politização diz respeito ao uso cada vez mais recorrente dos conceitos nas disputas do cenário político, que se tornou mais complexo na medida em que aumentava o leque de partidos e posições ideológicas disponíveis à escolha dos indivíduos, tornando a sociedade mais pluralista. Além disso, em função da democratização do vocabulário político, cada vez mais pessoas se sentiram aptas a tomar posição nos assuntos da política. Para que isso pudesse ocorrer, foi feito o uso crescente de conceitos que derivavam de oposições binárias, indispensáveis aos polemistas, que serviam para contrastar dois lados opostos da disputa política. Um exemplo foi a ascensão notável, ao longo do século XVIII, do par conceitual revolucionário e reacionário, que serviram como designações disponíveis a todos os grupos sociais, além de estabelecer uma autoafirmação e a afirmação de um inimigo. Outra expressão da politização dos conceitos foi o aumento considerável na criação de neologismos e outras formas de manipulação da linguagem que tinham como intuito a produção de slogans.